# PAT (réseau de télévision)
PAT (contraction en espagnol de Periodistas Asociados Televisión) aussi appelé Réseau PAT (en espagnol : Red PAT) est une chaîne de télévision ouverte bolivienne fondée en août 1990 par l'homme politique et journaliste Carlos Mesa.

## Logotypes

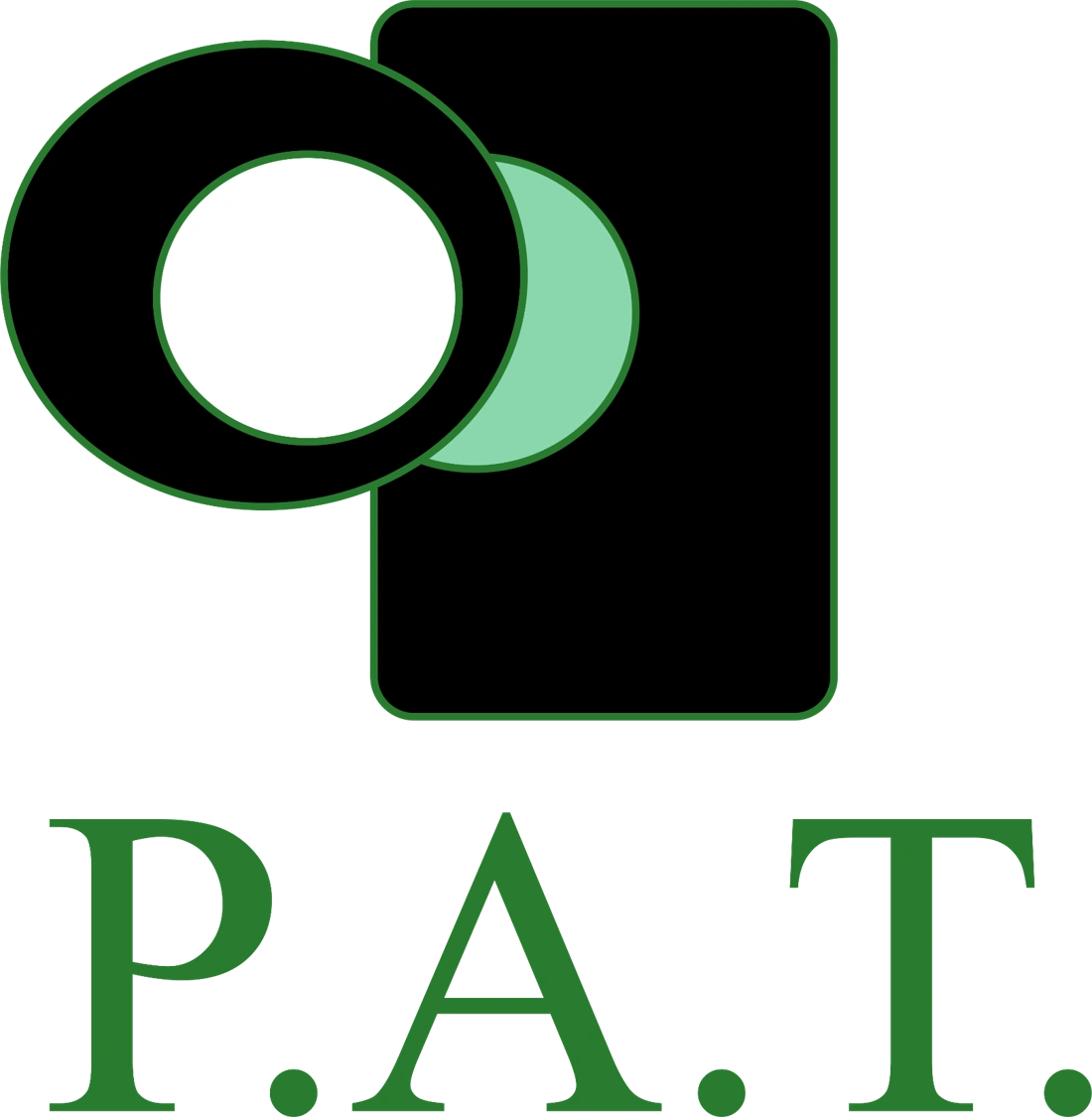
1990-2007
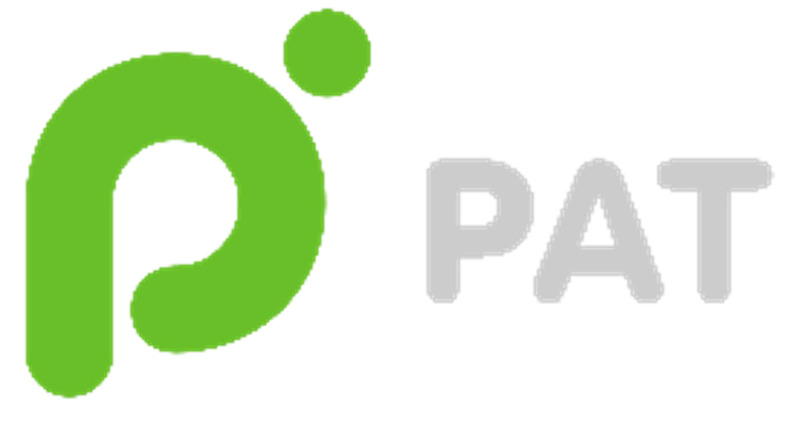
2007-2008
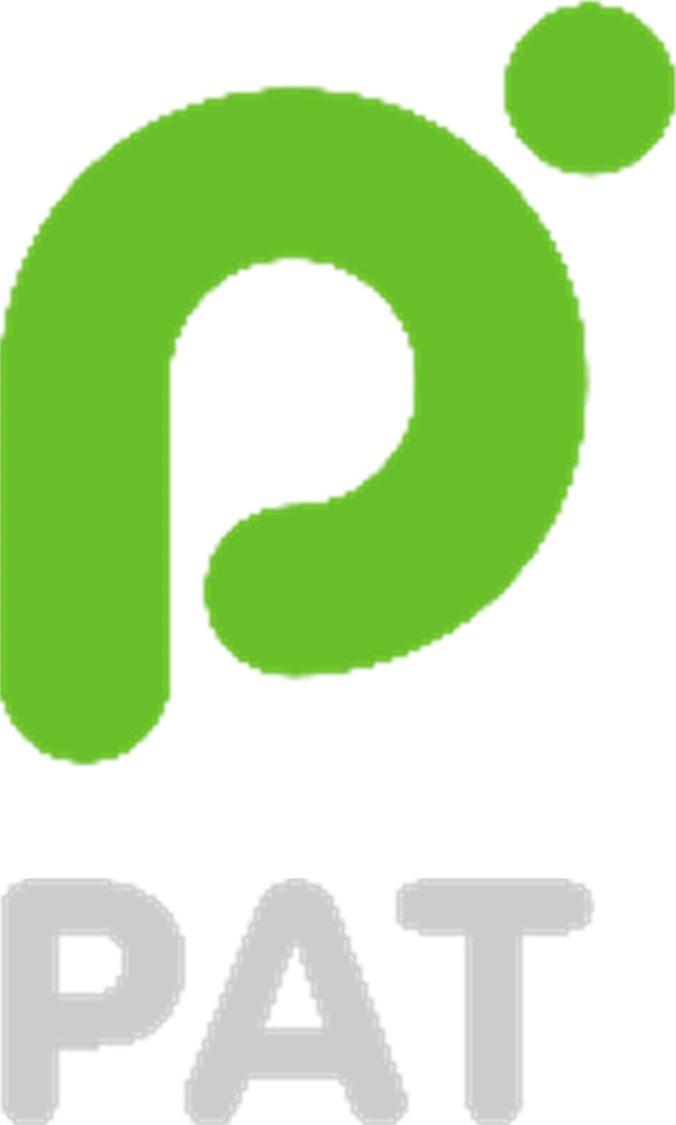
2008-2010
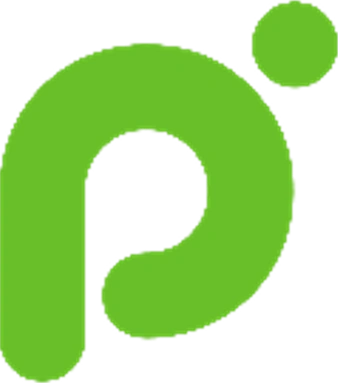
2010-2011
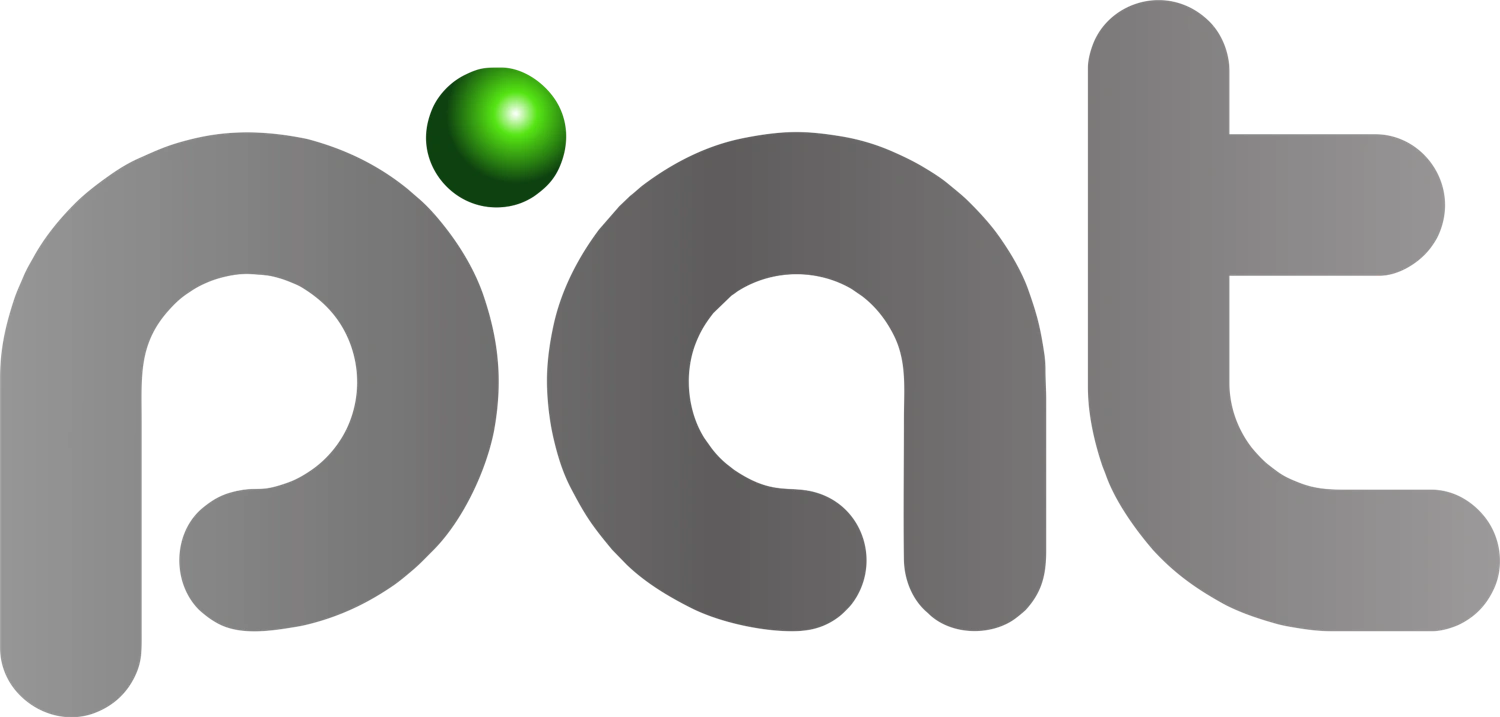
2011-2013
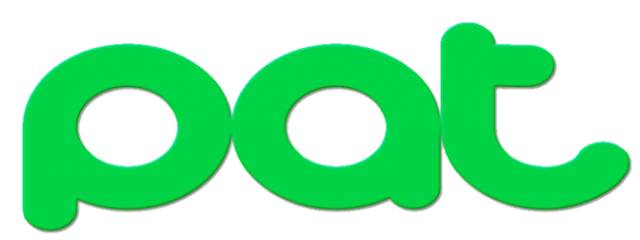
2013-2016
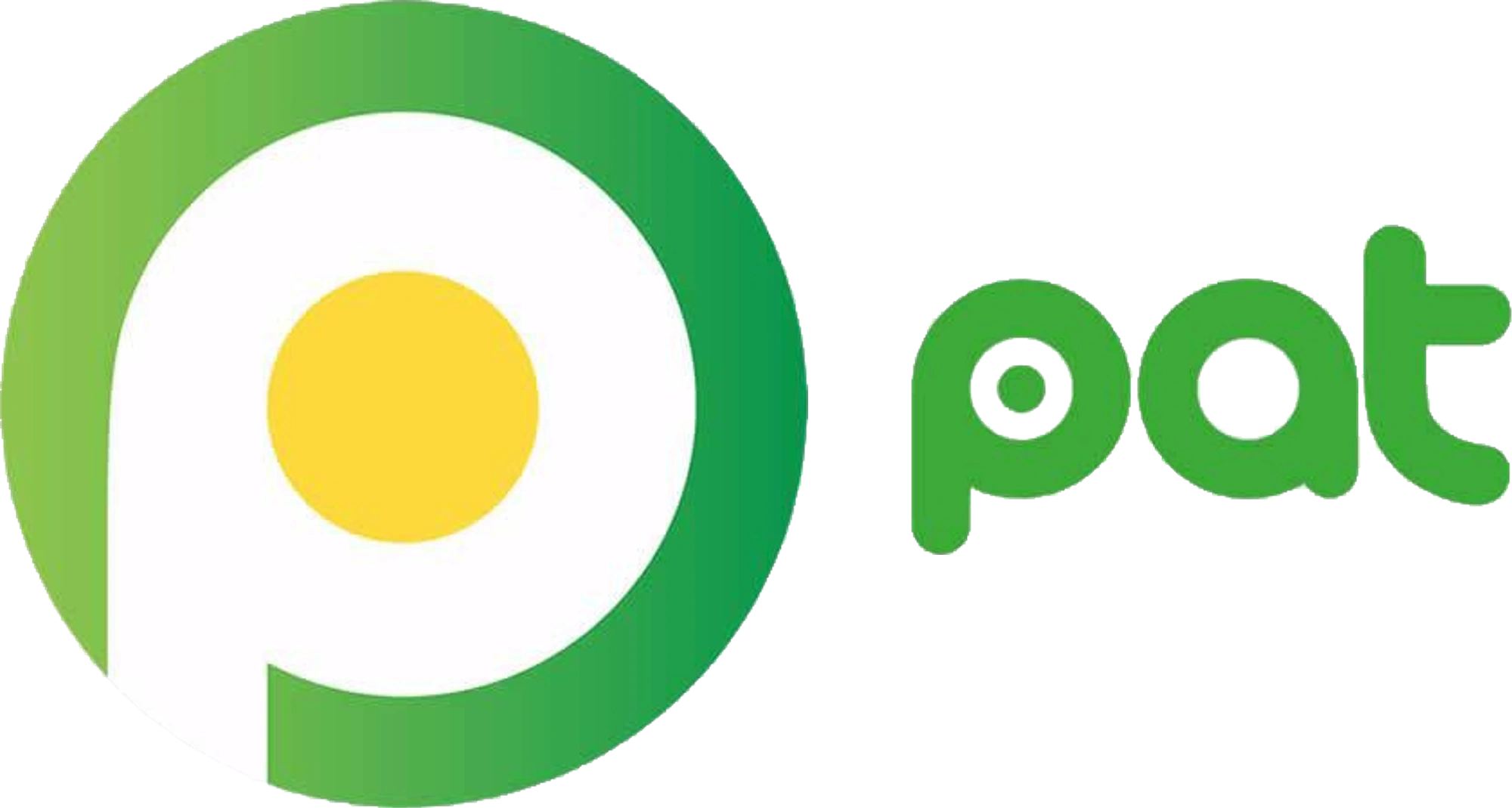
2016-2021
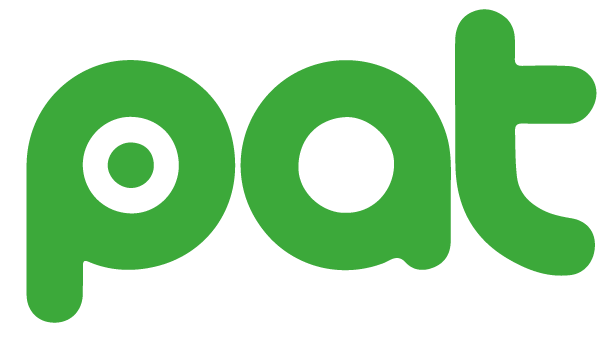
Depuis 2021